# Bertrand Laquait
Bertrand Laquait (ur. 13 kwietnia 1977 w Vichy) – francuski piłkarz występujący na pozycji bramkarza.

## Kariera klubowa
Laquait rozpoczynał karierę w sezonie 1997/1998 w zespole AS Nancy, grającym w Division 2. W debiutanckim sezonie awansował z nim do Division 1. W lidze tej zadebiutował 22 sierpnia 1998 w wygranym 1:0 pojedynku z FC Nantes. W sezonie 1999/2000 spadł z klubem do Division 2.
W 2002 roku przeszedł do belgijskiego Royalu Charleroi. Swój pierwszy mecz w Eerste Klasse rozegrał 21 grudnia 2002 przeciwko KVC Westerlo (1:0). 20 grudnia 2003 w zremisowanym 2:2 ligowym spotkaniu z RAEC Mons strzelił swojego jedynego gola w karierze. Padł on po wykopie piłki przez Laquaita spod własnej bramki.
Na sezon 2006/2007 został wypożyczony do hiszpańskiego Recreativo Huelva. W Primera División zadebiutował 14 października 2006 w przegranym 1:2 pojedynku z Atlético Madryt. Po sezonie wrócił do Royalu, w którym spędził jeszcze dwa lata.
W 2009 roku odszedł do francuskiego Evian TG, grającego w Championnat National. W sezonie 2009/2010 awansował z nim do Ligue 2, a w następnym do Ligue 1. W 2014 roku odszedł do Valenciennes FC, w którego barwach rok później zakończył karierę.
| Sezon   | Klub              | Kraj      | Rozgrywki            | Mecze | Bramki |
| ------- | ----------------- | --------- | -------------------- | ----- | ------ |
| 1997/98 | AS Nancy          | Francja   | Division 2           | 2     | 0      |
| 1998/99 | AS Nancy          | Francja   | Division 1           | 5     | 0      |
| 1999/00 | AS Nancy          | Francja   | Division 1           | 34    | 0      |
| 2000/01 | AS Nancy          | Francja   | Division 2           | 38    | 0      |
| 2001/02 | AS Nancy          | Francja   | Division 2           | 15    | 0      |
| 2002/03 | Royal Charleroi   | Belgia    | Eerste klasse        | 13    | 0      |
| 2003/04 | Royal Charleroi   | Belgia    | Eerste klasse        | 33    | 1      |
| 2004/05 | Royal Charleroi   | Belgia    | Eerste klasse        | 34    | 0      |
| 2005/06 | Royal Charleroi   | Belgia    | Eerste klasse        | 33    | 0      |
| 2006/07 | Royal Charleroi   | Belgia    | Eerste klasse        | 4     | 0      |
| 2006/07 | Recreativo Huelva | Hiszpania | Primera División     | 9     | 0      |
| 2007/08 | Royal Charleroi   | Belgia    | Eerste klasse        | 34    | 0      |
| 2008/09 | Royal Charleroi   | Belgia    | Eerste klasse        | 34    | 0      |
| 2009/10 | Evian TG          | Francja   | Championnat National | 30    | 0      |
| 2010/11 | Evian TG          | Francja   | Ligue 2              | 34    | 0      |
| 2011/12 | Evian TG          | Francja   | Ligue 1              | 7     | 0      |
| 2012/13 | Evian TG          | Francja   | Ligue 1              | 29    | 0      |
| 2013/14 | Evian TG          | Francja   | Ligue 1              | 16    | 0      |
| 2014/15 | Valenciennes FC   | Francja   | Ligue 2              | 20    | 0      |